# Acura RSX
Honda Integra DC5 (Acura RSX în America de Nord) este un automobil din clasa coupéurilor.